# St. Matthias (Berlin)

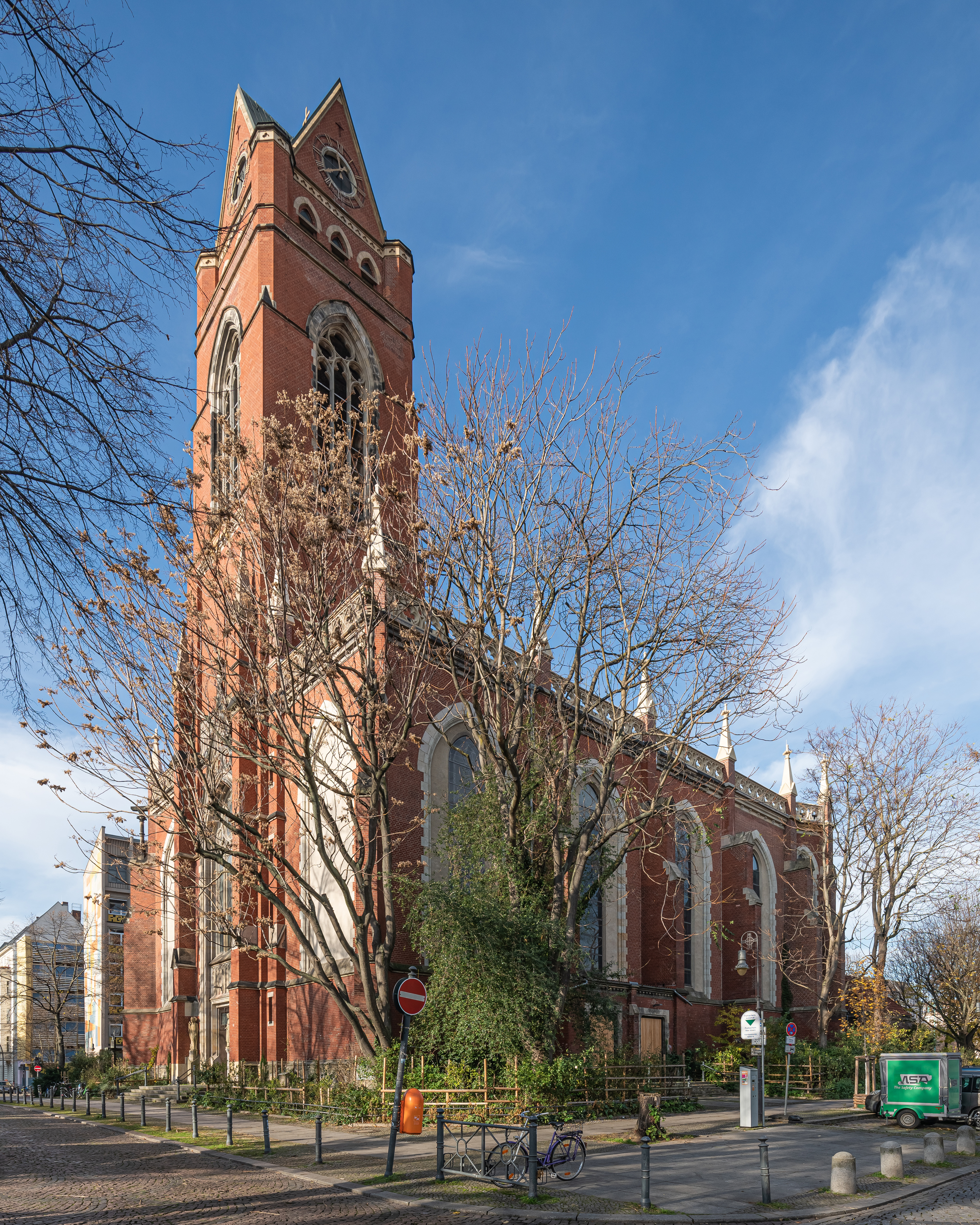
St. Matthias in Berlin-Schöneberg

Die römisch-katholische Kirche St. Matthias in Berlin steht im Ortsteil Schöneberg auf dem Winterfeldtplatz. Sie gehört zu einer der ältesten und größten Pfarreien der Hauptstadt. Die im Stil der Neugotik erbaute Hallenkirche steht unter Denkmalschutz und ist eine der wenigen frei stehenden katholischen Kirchen in Berlin.

## Geschichte der Pfarrgemeinde
Der Bau einer katholischen Kirche „vor dem Potsdamer Thore“ wurde durch die Stiftung von 20.000 Talern durch den Ministerialdirektor im preußischen Kulturministerium Matthias Aulike veranlasst. Dem mit der Stiftung verbundenen Wunsch, dass die Pfarrer der Gemeinde stets aus seinem Heimatbistum Münster kommen sollen, wird bis heute entsprochen.
Die erste Kirche wurde von der St.-Hedwigs-Gemeinde 1867/1868 an der Potsdamer Straße (heutiges Haus Nr. 94) auf 1861 nach Berlin eingemeindetem Gelände, das zuvor zu Schöneberg gehört hatte, errichtet.

Winterfeldtplatz mit der St.-Matthias-Kirche von Norden her gesehen auf einer Postkarte, 1909

Im Jahr 1868, dem Zeitpunkt der Fertigstellung und Benedizierung der Kirche, wurde die nach dem Namenspatron des Stifters benannte Gemeinde aus St. Hedwig ausgegründet. St. Matthias ist damit nach St. Hedwig und St. Sebastian die drittälteste nachreformatorische katholische Pfarrei in Berlin. Das Gemeindegebiet erstreckte sich bis zur Pfarrei St. Peter und Paul in Potsdam. Die Zahl der zunächst 800 Gemeindemitglieder wuchs rasch an, sodass das Kirchengebäude 1881 erweitert wurde. Auch der hinzugewonnene Raum reichte bald nicht mehr aus. Daher wurde für die 10.000 Mitglieder, die die Gemeinde bereits um 1890 zählte, auf dem zur – bis 1920 selbstständigen – Stadt Schöneberg gehörenden Winterfeldtplatz ab 1893 eine größere Kirche erbaut, die am 24. Oktober 1895 durch den Fürstbischof von Breslau Georg Kardinal Kopp geweiht wurde.
Die Kirche in der Potsdamer Straße verblieb als St.-Matthias-Kapelle bei der Gemeinde, bis sie 1921 Kuratiekirche wurde, vermögensrechtlich aber bis 1964 bei St. Matthias verblieb. Sie erhielt 1928 den Namen des ersten Bischofs von Münster, St. Ludgerus, wurde zum 1. Januar 1984 allerdings wieder der Gemeinde St. Matthias eingegliedert. Das Gebäude dient seitdem unter dem Namen St. Jakob der syrisch-orthodoxen Gemeinde Berlins, der sie per Erbbaurechtsvertrag bis zum Jahr 2065 überlassen wurde.
Aus St. Matthias wurden ausgegliedert: die Rosenkranzgemeinde in Steglitz (1891), St. Elisabeth (1907, seit 2006 wieder in St. Matthias eingegliedert) und St. Norbert (1915), beide in Schöneberg.
Im Jahr 1891 legte die Kirchengemeinde an der Röblingstraße 91 im heutigen Ortsteil Tempelhof den Friedhof der St.-Matthias-Gemeinde an. Die Friedhofskirche St. Fidelis wurde 1927 errichtet.
Das Hochamt findet in St. Matthias vierzehntäglich am Sonntag auf Latein statt. Die Gemeinde umfasst auch einen signifikanten Anteil slowenisch- und polnischsprechender Gläubiger.
Zum 30. November 2016 errichtete Erzbischof Heiner Koch den Pastoralen Raum Schöneberg-Tiergarten Süd, der die beiden Gemeinden St. Matthias und St. Norbert mit ihren fünf Kirchen und allen Orten kirchlichen Lebens zusammenfasst. Im Jahr 2019 sollte nach einer dreijährigen Probe eine neue Pfarrei auf dem Territorium der beiden Gemeinden errichtet werden.

## Architektur

### Außen

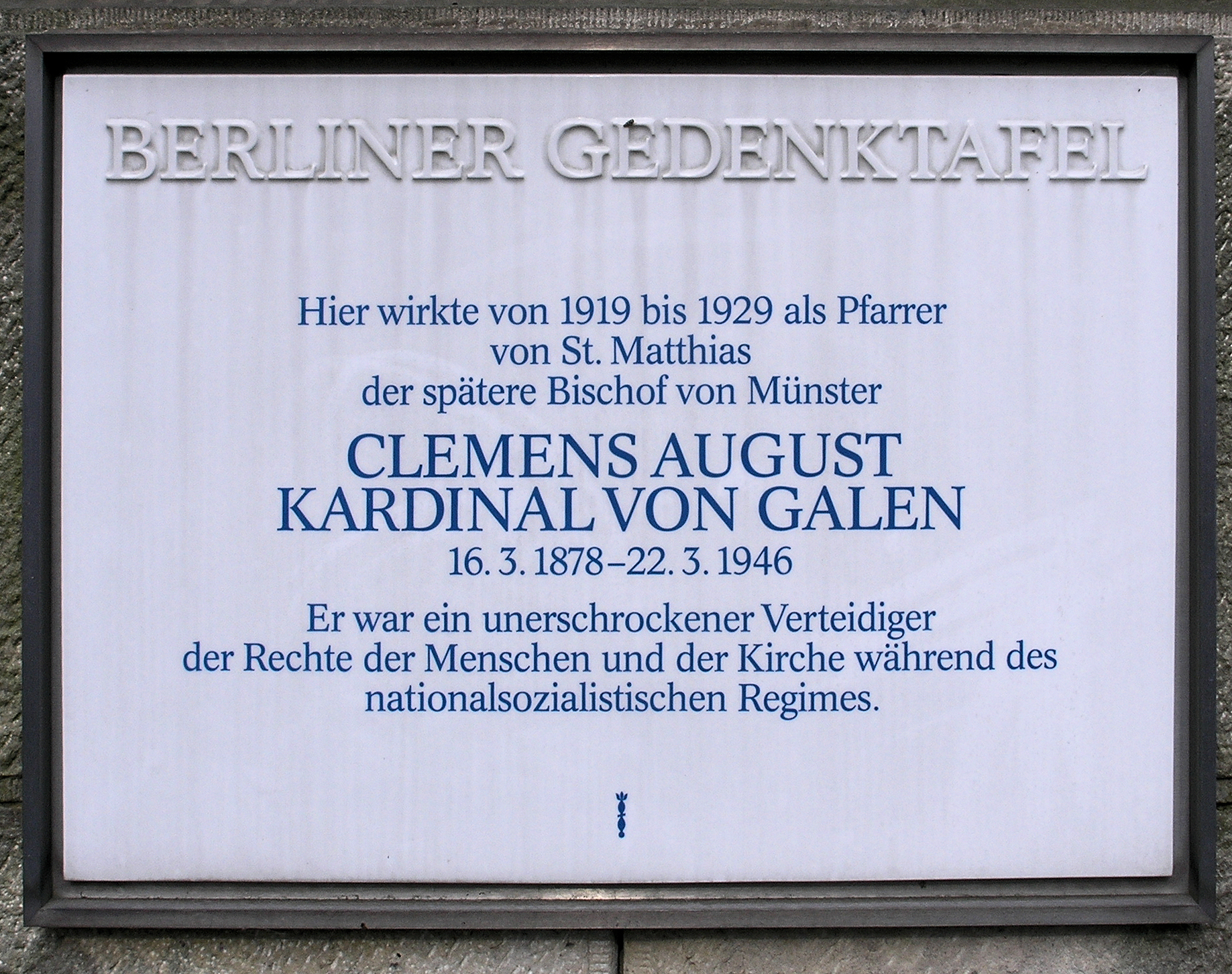
Gedenktafel am Kirchengebäude, Winterfeldtplatz, in Berlin-Schöneberg

Die Pläne zum Bau des Kirchengebäudes sind das Ergebnis eines Architektenwettbewerbs von 1893, an dem unter anderen August Menken teilnahm und den der Architekt Engelbert Seibertz gewann. Unter Pfarrer Theodor Kappenberg wurde der Grundstein am 23. Oktober 1893 gelegt; Georg Kardinal von Kopp, Fürstbischof von Breslau, weihte die Kirche am 24. Oktober 1895.
Das Äußere der dreischiffigen und vierjochigen neugotischen Hallenkirche ist im Wesentlichen von roten Blendziegeln geprägt, lediglich der Sockel, das Gesims und die Fensterlaibungen sind aus Sandstein. Im Jahr 1902 wurden fünf Kirchenglocken, hergestellt in einer Gießerei in Keschar (Westfalen), für das Gotteshaus geliefert, die größte wog 60 Zentner. Die Glockenweihe erfolgte am Sonntag, den 14. September 1902.

### Innen

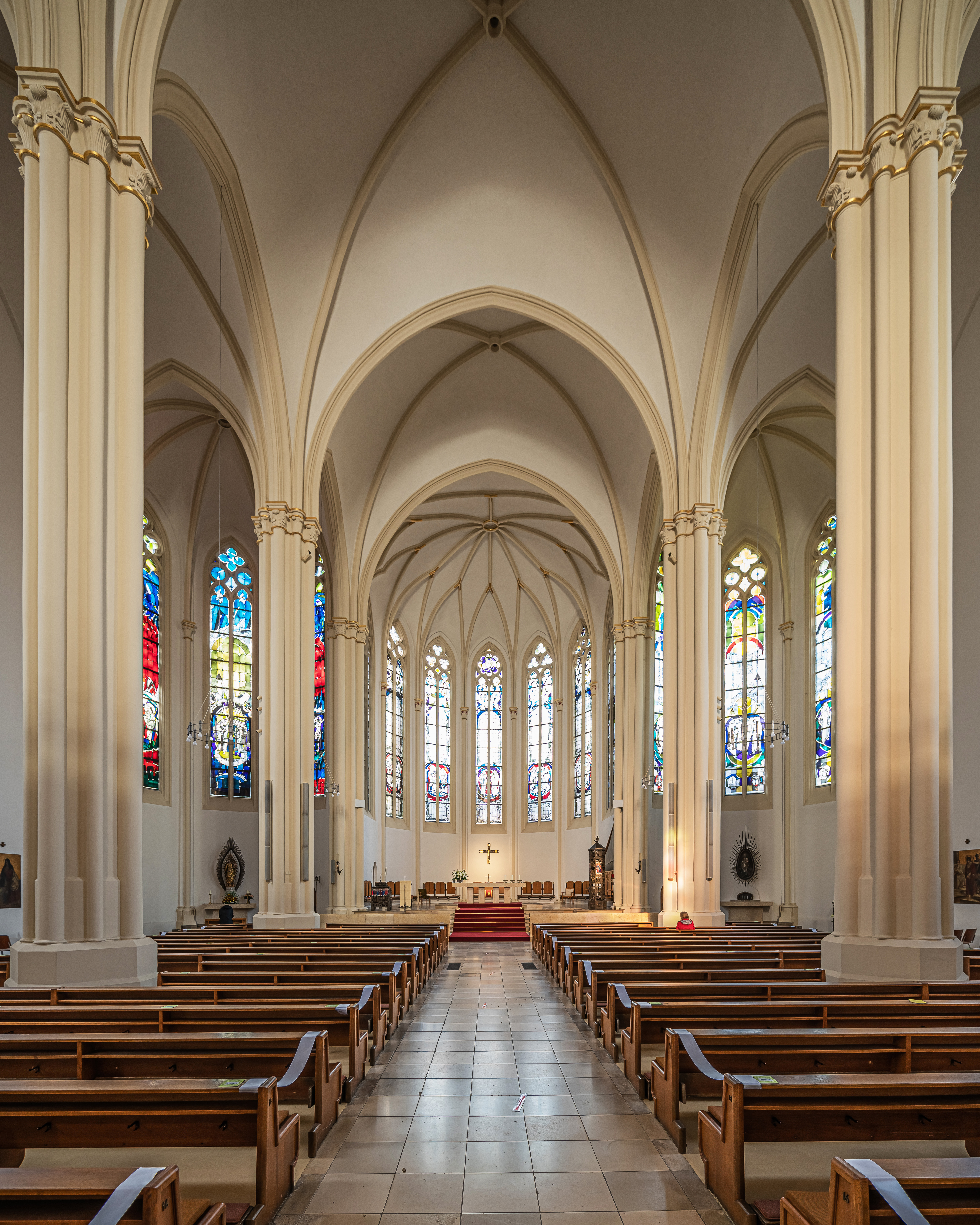
Innenansicht der Kirche

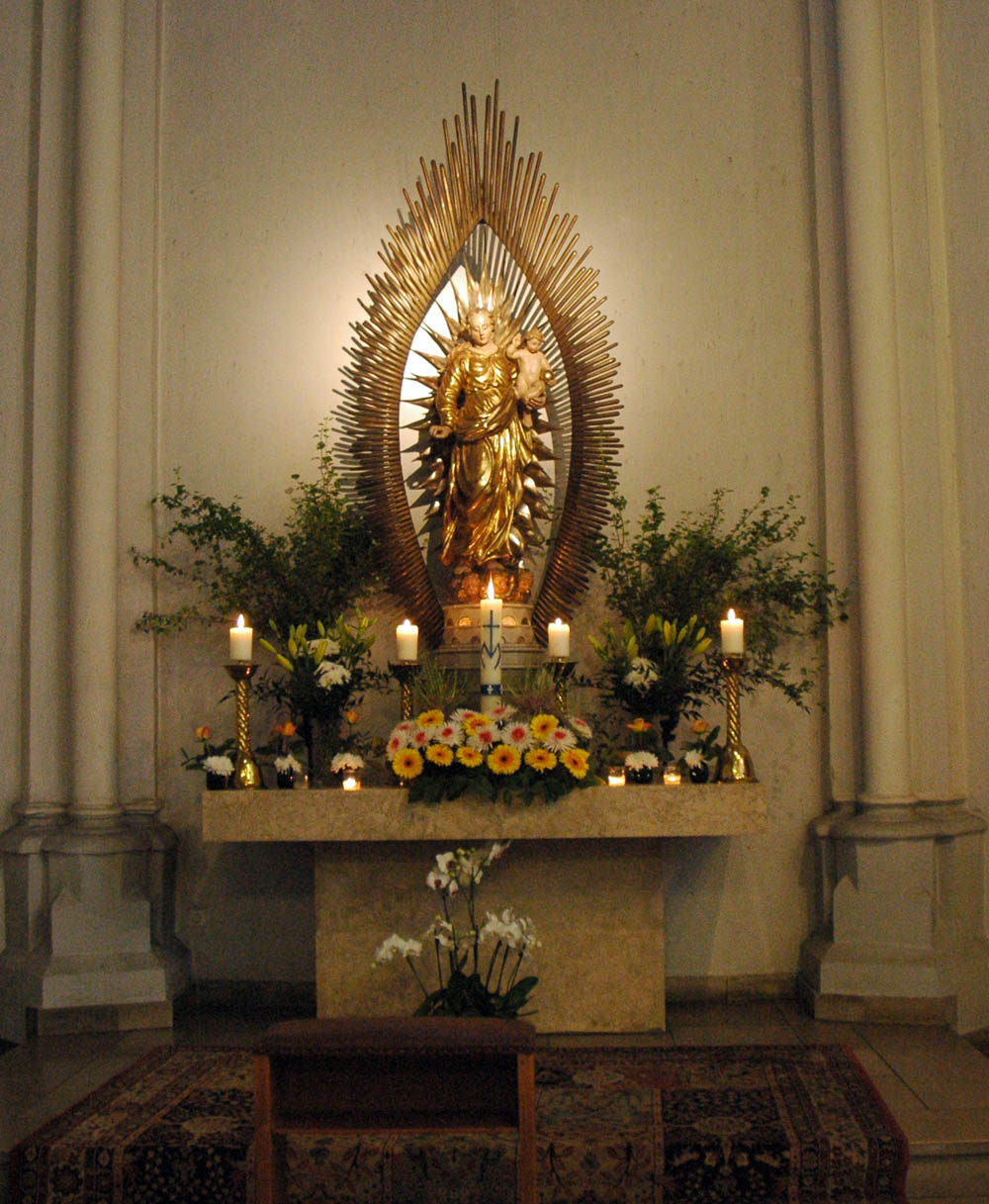
Marienaltar mit Madonna, Vorarlberg,
spätes 17. Jahrhundert

Das ursprünglich (ebenfalls) neugotisch gestaltete Innere wurde bereits 1931 durch den expressionistischen Kirchenmaler Fritz Wingen verändert. Die Inneneinrichtung wurde jedoch zusammen mit den Fenstern, den Gewölben und Teilen des Mauerwerks mit Ausnahme von zehn Kreuzwegstationen im Zweiten Weltkrieg vernichtet. Der Wiederaufbau in vereinfachten Formen erfolgte bis zum Jahr 1952 durch Diözesanbaumeister Felix Hinssen. Die auffälligste Vereinfachung war hierbei der Verzicht auf den Turmhelm (die ursprüngliche Höhe betrug 93 Meter, heute 60 Meter). Auch das Dach des Kirchenschiffs wurde flacher und in reduzierter Form wieder hergestellt. Die beschädigte, neugotische Dachbalustrade, die man nach dem Krieg durch Waschbetonplatten ersetzt hatte, wurde bei der Dachsanierung in zwei Bauabschnitten 2018 und 2020 durch Rosetten-durchbrochene Balustradenelemente und 24 Fialen in den alten Formen mit Elementen aus Sonderbeton wiederhergestellt. Die Chorfenster wurden zunächst vermauert, 1989 jedoch im Zuge einer grundlegenden Modernisierung der Kirche wieder geöffnet.
Die heutigen 22 Fenster gestaltete Hermann Gottfried in den Jahren 1988–1993.
Die einzigen Ausstattungsstücke aus der Vorkriegszeit sind zehn von ursprünglich 14 polychrom bemalten Kupferplatten mit Kreuzwegstationen (1907–1915 von Philipp Schumacher, München). Die vier im Krieg zerstörten Stationen wurden nach dem Wiederaufbau im selben Stil nachgemalt. Die zwölf Apostelleuchter, das Auferstehungsrelief über dem Matthiasaltar und das Galenportal von 1979 schuf der Bildhauer Werner Gailis. Die Tabernakelstele, den Ambo und das ehemalige Chorraum-Kreuz (heute in der Totengedächtnis-Kapelle) stammen von Egino Weinert aus den späten 1960er Jahren. An dessen Stelle hängt seit Wiederöffnung der Fenster im August 1989 das Mauerkreuz, das zum 25. Jahrestag des Mauerbaus 1986 von dem Kevelaerer Goldschmied Wilhelm Polders jun. geschaffen worden war.
Im westlich des Hauptchores liegenden Marienchor befindet sich eine Vorarlberger Strahlenkranzmadonna aus dem 17. Jahrhundert, östlich gegenüber im Matthiaschor ein Schrein mit Reliquien des Apostels Matthias. Diese kamen unter dem Pfarrer Clemens August Graf von Galen aus der Benediktinerabtei St. Matthias in Trier hierher. Der als „Löwe von Münster“ bekannt gewordene, wortgewaltige spätere Kardinal von Galen wirkte von 1906 bis 1911 als Kaplan und von 1919 bis 1929 als Pfarrer an St. Matthias. Eine Berliner Gedenktafel neben dem Haupteingang erinnert an ihn. Am 11. Februar 2007 wurde ein stelenförmiges Reliquiar des Bildhauers Karl Biedermann mit der Reliquie des 2005 seliggesprochenen Kardinals im Kirchenraum aufgestellt und durch den Münsteraner Domkapitular Martin Hülskamp gesegnet. Nachfolger Galens als Pfarrer von St. Matthias war von 1929 bis zu seiner Ausweisung aus Berlin im Jahr 1941 Albert Coppenrath, der wegen seiner kritischen Kanzelvermeldungen als „Dickkopf vom Winterfeldtplatz“ bekannt wurde. Auf Wunsch des Berliner Bischofs Kardinal von Preysing blieb er bis 1947 offiziell Pfarrer von St. Matthias, obgleich er nie wieder nach Berlin zurückkehrte. Sein Nachfolger wurde Josef Schütte, der bereits seit 1933 Kaplan und anschließend von 1947 bis 1976 Pfarrer der St. Matthiasgemeinde war. Pfarrer von 1976 bis 2013 war Edgar Kotzur (* 1936 in Bobrek/Oberschlesien, inkardiniert im Bistum Münster), der 2009 zum Ehrendomherrn an St. Hedwig ernannt wurde. Am 6. Oktober 2013 wurde Josef Wieneke (* 1960 in Dülmen/Westfalen) als Pfarrer in die Gemeinde eingeführt, der die vom Stifter gewünschte Tradition der Seelsorger aus dem Bistum Münster fortsetzt.
Wegen ihrer Größe und zentralen Lage fungierte St. Matthias in den Jahren der Berliner Teilung als eine Art Co-Kathedralkirche für den Westteil Berlins. Aus diesem Grund wurde der Sarg des verstorbenen Berliner Bischofs Alfred Kardinal Bengsch, der als Kind 1929 in St. Matthias gefirmt worden war, am 21. Dezember 1979 auch in St. Matthias aufgebahrt und dort ein Requiem für ihn zelebriert, bei dem Joseph Kardinal Ratzinger, der spätere Papst Benedikt XVI., die Predigt hielt.

## Orgel
Im Rahmen des Neubaus der Kirche erhielt diese 1893 zunächst eine Interimsorgel, die 1913/1914 durch eine Orgel von Ernst Seifert, Köln ersetzt wurde. Das mit 50 klingenden Registern und einer Transmission auf mit drei Manualen und Pedal ausgestattete Instrument hatte bis zum Ende des Zweiten Weltkriegs Bestand. Nach dem Wiederaufbau der Kirche wurde erneut ein Interimsinstrument genutzt, bis 1958 die heutige Orgel installiert wurde.
Sie wurde von der Orgelbaufirma Seifert (Kevelaer) mit 69 klingenden Registern und zwei Transmissionen auf vier Manualen und Pedal gebaut und 1974 auf 75 + 2 Register erweitert. In den Jahren 1992/1993 erfolgte durch die Orgelbaufirma Stockmann (Werl) eine Generalüberholung, dabei erhielt sie einen neuen Spieltisch. Eine weitere Generalüberholung fand in den Jahren 2008/2009 durch die Firma Sauer für 185.000 Euro statt. Der Betrag kam ausschließlich durch Spenden der Gemeinde zustande. Dabei wurden zwei zusätzliche Register eingebaut und ein drittes, das 2016 hinzukam, vorbereitet. Nach einem Schwelbrand war eine Ausreinigung erforderlich. Die damit beauftragte Berliner Orgelbauwerkstatt Schuke nahm 2018/19 dabei auch eine teilweise Neuintonation des Instruments vor.
Die Orgel hat 77 klingende Register, dazu acht Transmissionen und ein extendiertes Register (Stand 2019). Das Instrument ist damit eine der größten Orgeln (und die größte Orgel in einer katholischen Kirche) Berlins.
| I Hauptwerk C–g3 |                    |        |     |
| 01.              | Prinzipal          | 16′    |     |
| 02.              | Prinzipal          | 08′    |     |
| 03.              | Flûte harmonique   | 08′    | (n) |
| 04.              | Holzflöte          | 08′    |     |
| 05.              | Lieblich Gedackt   | 08′    |     |
| 06.              | Gambe              | 08′    | N   |
| 07.              | Oktave             | 04′    |     |
| 08.              | Querflöte          | 04′    |     |
| 09.              | Quinte             | 02 ⁄3′ |     |
| 10.              | Superoktave        | 02′    |     |
| 11.              | Kornett V (ab f 0) | 08′    |     |
| 12.              | Mixtur VI          | 02 ⁄3′ |     |
| 13.              | Scharff IV         | 01′    |     |
| 14.              | Trompete           | 16′    |     |
| 15.              | Trompete           | 08′    |     |
| 16.              | Clairon            | 04′    |     |

| II Positiv C–g3 |                       |        |     |
| 17.             | Prinzipal             | 08′    | (n) |
| 18.             | Grobgedackt           | 08′    |     |
| 19.             | Quintadena            | 08′    |     |
| 20.             | Flûte harm. (= Nr. 3) | 08′    |     |
| 21.             | Gambe (= Nr. 6)       | 08′    |     |
| 22.             | Prinzipal             | 04′    |     |
| 23.             | Rohrflöte             | 04′    |     |
| 24.             | Nachthorn             | 02′    |     |
| 25.             | Sifflöte              | 01 ⁄3′ |     |
| 26.             | Sesquialter II        | 02 ⁄3′ |     |
| 27.             | Mixtur IV             | 02′    |     |
| 28.             | Dulcian               | 16′    |     |
| 29.             | Schalmei              | 08′    |     |
| 30.             | Cromorne              | 08′    |     |
|                 | Tremulant             |        |     |

| III Schwellwerk C–g3 |                       |         |
| 31.                  | Bourdon               | 16′     |
| 32.                  | Holzprinzipal         | 08′     |
| 33.                  | Bartpfeife            | 08′     |
| 34.                  | Bourdon (Ext. Nr. 31) | 08′     |
| 35.                  | Aeoline               | 08′     |
| 36.                  | Schwebung (ab c0)     | 08′     |
| 37.                  | Hornprinzipal         | 04′     |
| 38.                  | Koppelflöte           | 04′     |
| 39.                  | Nasat                 | 02 ⁄3′  |
| 40.                  | Oktave                | 02′     |
| 41.                  | Terzflöte             | 01 3⁄5′ |
| 42.                  | Quinte                | 01 ⁄3′  |
| 43.                  | Oktävlein             | 01′     |
| 44.                  | Obertöne II           | 01 ⁄7′  |
| 45.                  | Scharff V             | 01′     |
| 46.                  | Bombarde              | 16′     |
| 47.                  | Trompette harm.       | 08′     |
| 48.                  | Hautbois              | 08′     |
| 49.                  | Vox humana            | 08′     |
| 50.                  | Clairon               | 04′     |
|                      | Tremulant             |         |

| IV Solowerk C–g3 |                    |        |     |
| 51.              | Quintade           | 16′    |     |
| 52.              | Prinzipal          | 08′    | (V) |
| 53.              | Rohrgedackt        | 08′    |     |
| 54.              | Weidenpfeife       | 08′    |     |
| 55.              | Oktave             | 04′    | (V) |
| 56.              | Gemshorn           | 04′    |     |
| 57.              | Spillpfeife        | 02′    |     |
| 58.              | Mixtur IV          | 01 ⁄3′ | (V) |
| 59.              | Zimbel III         | 01⁄3′  | (V) |
| 60.              | Spanische Trompete | 08′    | (V) |
| 61.              | Krummhorn          | 08′    |     |
|                  | Tremulant          |        |     |

| Altarorgel C–g3 |                     |        |
| 62.             | Flöte               | 08′    |
| 63.             | Singend Prinzipal 0 | 04′    |
| 64.             | Kleinmixtur II      | 0 2⁄3′ |

| Pedal C–f1 |                        |         |
| 65.        | Untersatz              | 32′     |
| 66.        | Prinzipalbass          | 16′     |
| 67.        | Prinzipal (= Nr. 1)    | 16′     |
| 68.        | Subbass                | 16′     |
| 69.        | Bourdon (= Nr. 31)     | 16′     |
| 70.        | Quintade (= Nr. 51)    | 16′     |
| 71.        | Quintbass              | 10 2⁄3′ |
| 72.        | Oktavbass              | 08′     |
| 73.        | Prinzipal (= Nr. 17)   | 08′     |
| 74.        | Gedacktbass            | 08′     |
| 75.        | Choralbass             | 04′     |
| 76.        | Pommer                 | 04′     |
| 77.        | Flachflöte             | 02′     |
| 78.        | Rauschquinte V         | 05 1⁄3′ |
| 79.        | Mixtur IV              | 02′     |
| 80.        | Kontraposaune          | 32′     |
| 81.        | Posaune                | 16′     |
| 82.        | Bombarde (= Nr. 46)    | 16′     |
| 83.        | Trompete               | 08′     |
| 84.        | Bombarde (Ext. Nr. 46) | 08′     |
| 85.        | Klarine                | 04′     |
| 86.        | Singend Kornett        | 02′     |

- elektrische Spiel- und Registertrakturen[8]
- Koppeln:
  - Normalkoppeln: P/I (sic!), II/I, III/I, IV/I, Altar/I, III/II, IV/II, Altar/II, IV/III, Altar/III, Altar/IV, I/P, II/P, III/P, IV/P, Altar/P
  - Suboktavkoppeln: II/I, II/II, III/I, III/II, III/III
  - Superoktavkoppeln: II/I, II/II, III/I, III/II, III/III, II/P, III/P
  - Äqual-Absteller: I, II, III
  - Manualtausch: HW/Pos (= Zuordnung des Pos an I und des HW an II)
- Spielhilfen: Crescendowalze, Setzeranlage mit 3.999 Kombinationen

Anmerkungen:
(n) = Neues Register von Sauer, 2009 bzw. 2016
(V) = Diese Register des Solowerks stehen als „vorderes Werk“ frei auf der mittleren Empore an den Mittelschiff-Säulen, die übrigen Register des Solowerks sind schwellbar im hinteren Bereich an der linken Seitenwand der Mittelempore aufgebaut.